# UnitedHealthcare Women's Team
UnitedHealthcare Women’s Team var et professionelt cykelhold for kvinder, der var organiseret af Momentum Sports Group, og var baseret i USA. Holdets hovedsponsor var UnitedHealth Group. Holdet blev etableret i 2014 og opløst efter 2018-sæsonen. En af medlemmerne af holdet i 2014, var vinderen af  Giro Rosa 2013, Mara Abbott,. Holdet fik sin debut ved det første løb af Tour Femenino de San Luis, der blev vundet af Alison Powers fra UnitedHealthcare Women’s Team.

## Holdet

### 2018
| Trup 2018        | Trup 2018         | Trup 2018                        | Trup 2018 |
| Rytter           | Fødselsdag        | Seneste hold                     |           |
| ---------------- | ----------------- | -------------------------------- | --------- |
| Elizabeth Banks  | 7. november 1990  | Storey Racing (2017)             |           |
| Rushlee Buchanan | 20. januar 1988   | Tibco-To the Top (2013)          |           |
| Janelle Cole     | 19. oktober 1996  | Twenty16-Ridebiker (2016)        |           |
| Katie Hall       | 6. januar 1987    |                                  |           |
| Lauren Hall      | 2. februar 1979   | Tibco-Silicon Valley Bank (2016) |           |
| Lauretta Hanson  | 29. oktober 1994  | Colavita-Bianchi (2016)          |           |
| Diana Peñuela    | 8. september 1986 |                                  |           |
| Leah Thomas      | 30. maj 1989      | Sho-Air Twenty20 (2017)          |           |
|                  |                   |                                  |           |
| Kilde: UCI       |                   |                                  |           |

#### Sejre
| 12. apr. | Joe Martin Stage Race Women, 1. etape                      | 2.2   | Diana Peñuela   |
| 14. apr. | Joe Martin Stage Race Women, 3. etape                      | 2.2   | Katie Hall      |
| 15. apr. | Joe Martin Stage Race Women, Samlede stilling              | 2.2   | Katie Hall      |
| 18. apr. | Tour of the Gila for kvinder, 1. etape                     | 2.2   | Katie Hall      |
| 22. apr. | Tour of the Gila for kvinder, 5. etape                     | 2.2   | Diana Peñuela   |
| 22. apr. | Tour of the Gila for kvinder, Samlede stilling             | 2.2   | Katie Hall      |
| 18. maj  | Tour of California for kvinder, 2. etape                   | 2.WWT | Katie Hall      |
| 19. maj  | Tour of California for kvinder, Samlede stilling           | 2.WWT | Katie Hall      |
| 7. jun.  | Tour de Gatineau                                           | 1.1   | Lauren Hall     |
| 7. jul.  | Tour de Feminin-O cenu Českého Švýcarska, 3. etape         | 2.2   | Lauretta Hanson |
| 8. jul.  | Tour de Feminin-O cenu Českého Švýcarska, Samlede stilling | 2.2   | Leah Thomas     |
| 9. sep.  | Chrono Champenois-Trophée Européen                         | 1.1   | Leah Thomas     |